# Handchirurgie
Die Handchirurgie beschäftigt sich mit der Behandlung von Erkrankungen und Verletzungen des Unterarms und der Hand. In Deutschland erfolgt dies durch speziell ausgebildete Chirurgen.

## Geschichte
Die Handchirurgie hat sich aus der Orthopädie und der Chirurgie entwickelt. Wie viele operative Fächer wurde die Handchirurgie von Kriegsverletzungen stimuliert. Als in der zweiten Hälfte des 20. Jahrhunderts sich entwickeltes eigenständiges Fachgebiet ist sie mit der Plastischen Chirurgie verwoben. Als Schrittmacher der Handchirurgie gelten Sterling Bunnell (USA), Erik Moberg (Schweden), Marc Iselin, Hanno Millesi und Dieter Buck-Gramcko (Deutschland). sowie Ulrich Lanz (der Sohn des Anatomen Titus von Lanz), der nach seiner Weiterbildung in den USA unter Ernst Kern die Handchirurgie in Würzburg etablierte. Nachdem 1975 in Würzburgs Bayerns erste Fingerretransplantation von Ulrich Lanz (* 1940 in München) durchgeführt worden war, waren es 1991 bereits etwa 750 solche Eingriffe gewesen.

## Aufgaben

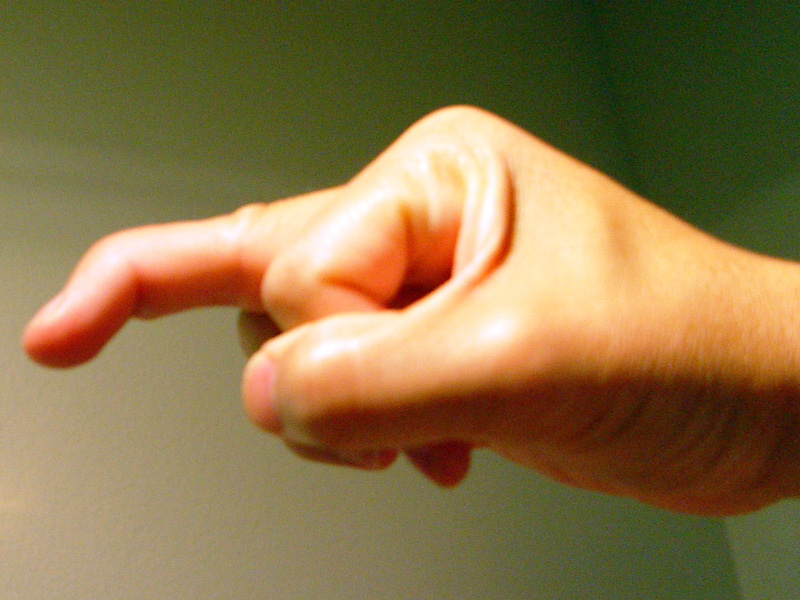
Hammerfinger

Die Handchirurgie befasst sich mit der Diagnosestellung und Behandlung von akuten oder chronischen Schäden oder Verletzungen an den oberen Extremitäten (Schulter, Oberarm, Unterarm, Hand, Finger, Daumen). Das Gebiet der Handchirurgie umfasst die Vorbeugung, Erkennung, operative und konservative Behandlung von Erkrankungen, Verletzungen, Fehlbildungen und Tumoren der Hand und des Unterarms sowie die Rekonstruktion nach Erkrankungen oder Verletzungen.
Spezifische Aufgaben

Zu den wesentlichen spezifischen Aufgaben der Handchirurgie gehören die Behandlung von:
- Verletzungen von Fingerknochen, Sehnen, Bändern, Handgelenk (z. B. Kahnbeinbruch), Unterarmknochen (z. B. Distale Radiusfraktur), Ellen-Speichen-Gelenk (distales Radioulnargelenk) sowie an Blutgefäßen und Nerven (Plexus brachialis) inklusive Amputationen von Fingern, der Hand oder des Arms.
- Verbrennungen der oberen Extremität
- Chronischen Erkrankungen der Gelenke (Arthrose, Arthritis, rheumatoide Arthritis), Durchblutungsstörungen der Weichteile und der Knochen (z. B. Lunatummalazie), Einengungen von Nerven- oder Sehnenscheiden (z. B. Karpaltunnelsyndrom, Loge-de-Guyon-Syndrom, Sulcus-ulnaris-Syndrom), Tendovaginitis stenosans, des Bindegewebes (Dupuytren’sche Kontraktur)
- Infektionen des Weichgewebes (Panaritium, Beugesehnenscheideninfektion) und des Knochens (Osteitis)
- Tumoren (gut- oder bösartige Geschwulste) und Zystenbildungen (Ganglien) von Hand und Arm
- angeborenen (kindliche) Fehlbildungen (Polydaktylie, Daumenaplasie)
- komplexen regionalen Schmerzsyndromen (CRPS)
- Funktionseinschränkungen/-verlusten der oberen Extremität als Folge einer Erkrankungen (z. B. spastische Paresen, Lähmungen) oder Verletzungen (z. B. nach Nervenverletzungen) mit Wiederherstellung der Funktion (motorische Ersatzoperationen)

Eingeschlossen ist die Behandlung von Kindern (kindliche Fehlbildungen), Rheumatikern und chronischen Schmerzsyndromen (Komplexes regionales Schmerzsyndrom), die Replantation von Fingern bis hin zu ganzen Extremitäten sowie die Versorgung von Patienten mit Prothesen sowie die Rehabilitation handverletzter Patienten, die spezielle Erfordernisse an die Ausbildung der Therapeuten stellt.
Für den Therapieerfolg ist die komplexe und konsequente Nachbehandlung mit Ergotherapie von größter Bedeutung. Physiotherapie und physikalische Therapie sind ergänzende Maßnahmen.

## Technische Voraussetzungen und Hilfsmittel
- atraumatische Operationstechnik
- spezielles Instrumentarium
- spezielle Nahtmaterialien

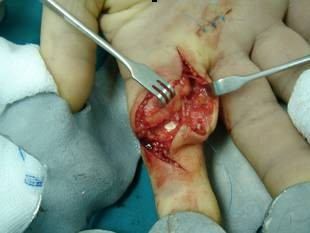
Entfernung eines Fingerlipoms

- Lupenbrille oder besser Fernrohrbrille
- Operationsmikroskop
- Blutsperre: um ein blutarmes Operationsfeld zu ermöglichen wird mit einer pneumatischen Manschette die Durchblutung am Oberarm unterbrochen
- Blutleere: um ein blutfreies Operationsfeld zu ermöglichen wird vor der Blutsperre mit einer elastischen Binde der Arm von der Peripherie her ausgewickelt
- weitere Voraussetzungen für Eingriffe an der Hand waren die Einführung der Asepsis und der modernen Anästhesie in der zweiten Hälfte des 19. Jahrhunderts.[8]

## Zusatzweiterbildung Handchirurgie in Deutschland
Die Bezeichnung „Handchirurgie“ kann durch eine 24-monatige Weiterbildung erlangt werden. Ziel der Zusatz-Weiterbildung ist die Erlangung der fachlichen Kompetenz in Handchirurgie nach Ableistung der vorgeschriebenen Weiterbildungszeit und Weiterbildungsinhalte, die von den lokal zuständigen Ärztekammern definiert werden. Voraussetzung zur Durchführung der Weiterbildung Handchirurgie ist die Facharztanerkennung für Allgemeinchirurgie, Kinder- und Jugendchirurgie, Orthopädie und Unfallchirurgie oder Plastische, Rekonstruktive und Ästhetische Chirurgie.

## Organisation in Verbänden
Die Handchirurgie ist in Deutschland in der Deutschen Gesellschaft für Handchirurgie (DGH) und in Sektionen sowie Arbeitsgruppen von Fachgesellschaften organisiert. Die Deutsche Gesellschaft für Handchirurgie (DGH) ist die Vereinigung der in der Bundesrepublik Deutschland vorwiegend handchirurgisch tätigen Chirurgen, Plastischen Chirurgen, Unfallchirurgen und Orthopäden. Die DGH vertritt die medizinisch-wissenschaftlichen Interessen der Handchirurgie gegenüber anderen medizinischen Fachgesellschaften, ärztlichen Standesverbänden, Institutionen des Gesundheitswesens, Kosten- und Krankenhausträgern. Die DGH wurde 1990 gegründet. Sie ist Mitglied in anderen gemeinnützigen oder öffentlich-rechtlichen Körperschaften wie der Föderation der Europäischen Gesellschaften für Handchirurgie (FESSH) und der Internationalen Föderation der Handchirurgischen Gesellschaften (IFSSH).
Von der FESSH können handchirurgische Kliniken als „Hand Trauma Center“ (HTC) zertifiziert werden. Voraussetzung hierfür sind unter anderem eine 24-stündige Bereitschaft zur Versorgung auch komplexer Handverletzungen inklusive der Replantation abgetrennter Finger/Hände. In der Deutschen Gesellschaft für Unfallchirurgie (DGU) werden die Interessen und Belange der Handchirurgie durch die ständige Sektion Handchirurgie vertreten. Die Deutsche Gesellschaft für Plastische, Rekonstruktive und Ästhetische Chirurgie (DGPRÄC) stellt die Handchirurgie in einem eigenen Referat dar. In der Deutschen Gesellschaft für Orthopädie und orthopädische Chirurgie (DGOOC) ist es die Sektion Hand, Mikrochirurgie und Replantationschirurgie. Die miteinander kooperierenden Sektionen befassen sich mit der Verbesserung der Versorgung von Verletzungen und Erkrankungen der Hand und deren Folgezuständen.